# Roman Bezus
Roman Bezus (en ucraniano: Безус Роман Анатолійович) (Kremenchuk, Ucrania, 26 de septiembre de 1990) es un futbolista ucraniano. Juega de centrocampista y su equipo es el A. C. Omonia Nicosia de la Primera División de Chipre.

## Selección nacional
Ha sido internacional con la selección de Ucrania en 24 ocasiones anotando 5 goles. Anteriormente lo fue con las categorías inferiores de dicho país habiendo jugando 12 partidos y anotado 5 goles.

## Clubes
| Club                        | País    | Año       |
| --------------------------- | ------- | --------- |
| F. C. Kremin Kremenchuk     | Ucrania | 2006-2009 |
| F. C. Vorskla Poltava       | Ucrania | 2009-2013 |
| F. C. Dinamo de Kiev        | Ucrania | 2013-2015 |
| F. C. Dnipro Dnipropetrovsk | Ucrania | 2015-2016 |
| Sint-Truidense              | Bélgica | 2016-2019 |
| K. A. A. Gante              | Bélgica | 2019-2022 |
| A. C. Omonia Nicosia        | Chipre  | 2022-     |

## Palmarés

### Títulos nacionales
| Título          | Club                  | País    | Año  |
| --------------- | --------------------- | ------- | ---- |
| Copa de Ucrania | F. C. Vorskla Poltava | Ucrania | 2010 |
| Copa de Ucrania | F. C. Dinamo de Kiev  | Ucrania | 2014 |
| Copa de Bélgica | K. A. A. Gante        | Bélgica | 2022 |
| Copa de Chipre  | A. C. Omonia Nicosia  | Chipre  | 2023 |